# 弥牟镇
弥牟镇，是中华人民共和国四川省成都市青白江区下辖的一个乡镇级行政单位。

## 行政区划
弥牟镇下辖以下地区：
唐家寺社区、火星社区、国光社区、狮子村、曙光村、白马村和三星村。